# Данієль Марко
Данієль Марко (ісп. Daniel Marco; нар. 31 січня 1966) — колишній іспанський тенісист.
Найвищу одиночну позицію світового рейтингу — 184 місце досяг 28 вересня 1992, парну — 265 місце — 16 листопада 1992 року.

## Титули на челленджерах

### Одиночний розряд: (1)
| Ранг | Рік  | Турнір           | Покриття | Суперник      | Рахунок       |
| ---- | ---- | ---------------- | -------- | ------------- | ------------- |
| 1.   | 1992 | Богота, Колумбія | Ґрунт    | Ендрю Шнайдер | 7–6, 3–6, 6–4 |